# Bíró Imre (labdarúgó, 1958)
Bíró Imre (Vöröstorony, 1958. április 17. – 2023. november 5.) román válogatott magyar labdarúgó, csatár.

## Pályafutása

### Klubcsapatban
1977–78-ban az Avântul Reghin, 1978 és 1983 között az ASA Târgu Mureș, 1984–85-ben a Politehnica Iași, 1985 és 1990 között az Universitatea Cluj labdarúgója volt. 1990–91-ben a Győri ETO, 1991–92-ben a Soproni LC csapatában szerepelt.

### A román válogatottban
1978-ban egy alkalommal szerepelt a román válogatottban.

## Statisztika

### Mérkőzése a román válogatottban
| Románia | Románia           | Románia                  | Románia | Románia  | Románia       | Románia    | Románia | Románia |
| #       | Dátum             | Helyszín                 | Hazai   | Eredmény | Vendég        | Kiírás     | Gólok   | Esemény |
| ------- | ----------------- | ------------------------ | ------- | -------- | ------------- | ---------- | ------- | ------- |
| 1.      | 1978. október 11. | Bukarest, Steaua Stadion | Románia | 1 – 0    | Lengyelország | barátságos | -       | 46'     |
|         | Összesen          |                          |         | 1        | mérkőzés      |            | 0       | gól     |